# Pteronymia modellina
Pteronymia modellina är en fjärilsart som beskrevs av Richard Haensch 1905. Pteronymia modellina ingår i släktet Pteronymia och familjen praktfjärilar. Inga underarter finns listade.